# Siatka hydrodynamiczna
Siatka hydrodynamiczna – zbiór linii prądu i linii ekwipotencjalnych prędkości przepływu wód podziemnych, umożliwiający określenie parametrów takich, jak wysokość hydrauliczna, prędkość filtracji, wydatek i czas przepływu wód.

## Własności siatki hydrodynamicznej
- Siatka hydrodynamiczna jest ortogonalna,
- Siatka hydrodynamiczna jest kwadratowa (przy założeniu, że odcinki między liniami ekwipotencjalnymi i liniami prądu są jednakowe, odcinki styczne do nich w miejscu ich przecięcia również będą jednakowe,
- Funkcja prądu wzrasta w kierunku pokrywającym się z wektorem prędkości obróconym o kąt π/2 w kierunku, w którym należałoby obrócić oś poziomą, aby pokryła się z osią pionową,
- Funkcje prądu i potencjału są sprzężone.